# Грей, Андре
Андре́ Э́нтони Грей (англ. Andre Anthony Gray; род. 26 июня 1991, Вулвергемптон) — английский и ямайский футболист, нападающий клуба «Плимут Аргайл» и сборной Ямайки. Воспитанник академии клуба «Шрусбери Таун».

## Клубная карьера
Грей начал играть в футбольной академии клуба «Вулверхэмптон Уондерерс», но в возрасте 13 лет был отпущен клубом. После этого он стал игроком футбольной академии клуба «Шрусбери Таун». В 2009 году Андре подписал свой первый профессиональный контракт с клубом. В мае 2010 года Грей был отпущен клубом в качестве свободного агента, проведя за «Шрусбери» лишь 5 матчей в основном составе.
В июне 2010 года Грей перешёл в клуб Северной конференции «Хинкли Юнайтед». Свой первый гол за новый клуб он забил 4 сентября в матче против «Харрогейт Таун». Грей выступал за «Хинкли Юнайтед» два сезона, сыграв за это время в 85 матчах и забив 37 голов.
22 марта 2012 года Андре Грей перешёл в клуб «Лутон Таун» на правах аренды до конца сезона с опцией постоянного перехода. Он забил в своём дебютном матче против «Гримсби Таун» 24 марта, после чего забивал в последующих трёх матчах. Таким образом Грей стал первым и единственным игроком в истории «Лутон Таун», забивавшим в четырёх дебютных матчах за клуб. Свой пятый гол в сезоне он забил в ворота чемпионов «Флитвуд Таун» в последнем матче сезона. После победы в этом матче «Лутон» занял пятое место и вышел в плей-офф за выход во Вторую Футбольную лигу. На стадии плей-офф Грей забил 2 мяча, в том числе гол в финале против «Йорк Сити», однако «Лутон Таун» проиграл финал со счётом 1:2.
На следующий день после финала плей-офф Грей подписал двухлетний контракт с «Лутон Таун», перейдя в него на постоянной основе. 1 сентября 2012 года он забил свой первый гол в сезоне в матче против «Маклсфилд Таун». 1 декабря 2012 года Грей помог своей команде выйти в третий раунд Кубка Англии, забив один из голов в матче против «Дорчестер Таун». 14 января 2013 года Грей подписал новый контракт с клубом до июня 2015 года. Всего в сезоне 2012/13 Грей забил 20 мячей в 54 матчах. В сезоне 2013/14 Грей стал лучшим бомбардиром Национальной конференции, забив 30 мячей в 44 матчах, чем помог «Лутону» стать чемпионом Национальной конференции и вернуться в Футбольную лигу. Клуб признал его лучшим молодым игроком сезона, также он получил «золотую бутсу» Премьер-дивизиона Конференции и место в «команде сезона».
В июне 2014 года Грей покинул «Лутон Таун», сыграв за клуб 111 матчей и забив 57 голов. 27 июня 2014 года он перешёл в клуб Чемпионшипа «Брентфорд», подписав с клубом трёхлетний контракт. Дебют Грея за «Брентфорд» и одновременно его дебют в Футбольной лиге состоялся 9 августа 2014 года в матче против «Чарльтон Атлетик». Свой первый гол за клуб он забил в следующем матче, в котором «Брентфорд» сыграл против «Дагенем энд Редбридж» в Кубке Футбольной лиги 13 августа; игра завершилась вничью со счётом 6:6. 30 августа Грей забил свой первый гол в лиге в игре против «Ротерем Юнайтед». В сезоне 2014/15 Андре забил 18 голов в 50 матчах (включая 16 голов в Чемпионшипе), чем помог «Брентфорду» занять 5-е место и выход в плей-офф (в полуфинале которого команда проиграла «Мидлсбро»).
Сезон 2015/16 Грей начал в «Брентфорде», забив 2 гола в двух первых матчах сезона, но 21 августа 2015 года он перешёл в «Бернли», подписав с клубом трёхлетний контракт. Его трансфер стал рекордным для «Бернли», составив, по некоторым данным, 9 млн фунтов.
29 августа 2015 года Грей дебютировал за «Бернли» в матче против «Бристоль Сити». Две недели спустя он забил свой первый гол за клуб в игре против «Шеффилд Уэнсдей». 28 декабря 2015 года Грей сделал хет-трик в матче с «Бристоль Сити». По итогам сезона 2015/16 «Бернли» выиграл Чемпионшип, а Грей стал лучшим бомбардиром турнира с 25 забитыми мячами. Кроме того, он был назван лучшим игроком Чемпионшипа.
13 августа 2016 года Грей дебютировал в Премьер-лиге в матче против «Суонси Сити». Неделю спустя он забил свой первый гол в Премьер-лиге в матче против «Ливерпуля».
9 августа 2017 года Грей перешёл в клуб «Уотфорд», подписав с клубом пятилетний контракт. Сумма трансфера составила, по некоторым данным, 18,5 млн фунтов.

## Карьера в сборной
В июне 2012 года Грей был вызван в третью сборную Англии на матч против молодёжной сборной России. Грей сыграл в этом матче, в котором россияне разгромили третью сборную Англии со счётом 4:0. 12 сентября 2012 года Грей забил гол в ворота молодёжной сборной Бельгии, благодаря чему третья сборная Англии одержала победу со счётом 2:1. Всего Грей сыграл за третью сборную Англии 6 матчей и забил 2 мяча. После перехода Грея в клуб Футбольной лиги в июне 2014 года он больше не может выступать за третью сборную Англии.

## Личная жизнь
Четырёхдюймовый шрам на левой щеке Грея был получен после удара ножом в Вулвергемптоне во время схватки между городскими бандами.
Болельщик лондонского «Арсенала».
23 августа 2016 года Футбольная ассоциация Англии предъявила Грею обвинение в связи с его гомофобскими высказываниями в твиттере, датированными 2012 годом.

## Достижения

### Командные достижения
Лутон Таун
- Победитель Национальной конференции: 2013/14

Бернли
- Победитель Чемпионшипа: 2015/16

### Личные достижения
- Лучший бомбардир Чемпионшипа: 2015/16
- Лучший игрок Чемпионшипа: 2015/16
- Игрок месяца Чемпионшипа: ноябрь 2014
- Член «команды недели» Футбольной лиги: 3—9 ноября 2014
- Лучший бомбардир Премьер-дивизиона Конференции: 2013/14
- Член «команды сезона» Премьер-дивизиона Конференции: 2013/14
- Молодой игрок сезона в «Лутон Таун»: 2013/14
- Игрок месяца Премьер-дивизиона Конференции: февраль 2014
- Лучший игрок раунда Кубка Англии: четвёртый квалификационный раунд 2012/13

## Статистика выступлений
| Клуб                     | Сезон            | Лига                         | Лига | Лига | Кубок Англии | Кубок Англии | Кубок лиги | Кубок лиги | Прочие | Прочие | Итого | Итого |
| Клуб                     | Сезон            | Дивизион                     | Игры | Голы | Игры         | Голы         | Игры       | Голы       | Игры   | Голы   | Игры  | Голы  |
| ------------------------ | ---------------- | ---------------------------- | ---- | ---- | ------------ | ------------ | ---------- | ---------- | ------ | ------ | ----- | ----- |
| Шрусбери Таун            | 2009/10          | Лига 2                       | 4    | 0    | 0            | 0            | 0          | 0          | 1      | 0      | 5     | 0     |
| Телфорд Юнайтед (аренда) | 2009/10          | Северная конференция         | 6    | 1    | —            | —            | —          | —          | —      | —      | 6     | 1     |
| Хинкли Юнайтед (аренда)  | 2009/10          | Северная конференция         | 5    | 0    | —            | —            | —          | —          | —      | —      | 5     | 0     |
| Хинкли Юнайтед           | 2010/11          | Северная конференция         | 31   | 13   | 2            | 1            | —          | —          | 2      | 0      | 35    | 14    |
| Хинкли Юнайтед           | 2011/12          | Северная конференция         | 34   | 16   | 7            | 5            | —          | —          | 4      | 2      | 45    | 23    |
| Хинкли Юнайтед           | Итого            | Итого                        | 70   | 29   | 9            | 6            | —          | —          | 6      | 2      | 85    | 37    |
| Лутон Таун (аренда)      | 2011/12          | Премьер-дивизион Конференции | 9    | 5    | —            | —            | —          | —          | 3      | 2      | 12    | 7     |
| Лутон Таун               | 2012/13          | Премьер-дивизион Конференции | 44   | 17   | 7            | 2            | —          | —          | 3      | 1      | 54    | 20    |
| Лутон Таун               | 2013/14          | Премьер-дивизион Конференции | 44   | 30   | 1            | 0            | —          | —          | 0      | 0      | 45    | 30    |
| Лутон Таун               | Итого            | Итого                        | 97   | 52   | 8            | 2            | —          | —          | 6      | 3      | 111   | 57    |
| Брентфорд                | 2014/15          | Чемпионшип                   | 45   | 16   | 1            | 0            | 2          | 1          | 2      | 1      | 50    | 18    |
| Брентфорд                | 2015/16          | Чемпионшип                   | 2    | 2    | —            | —            | 0          | 0          | —      | —      | 2     | 2     |
| Брентфорд                | Итого            | Итого                        | 47   | 18   | 1            | 0            | 2          | 1          | 2      | 1      | 52    | 20    |
| Бернли                   | 2015/16          | Чемпионшип                   | 41   | 23   | 1            | 0            | —          | —          | —      | —      | 42    | 23    |
| Бернли                   | 2016/17          | Премьер-лига                 | 2    | 1    | 0            | 0            | 0          | 0          | —      | —      | 2     | 1     |
| Бернли                   | Итого            | Итого                        | 43   | 24   | 1            | 0            | 0          | 0          | —      | —      | 44    | 24    |
| Всего за карьеру         | Всего за карьеру | Всего за карьеру             | 267  | 124  | 19           | 8            | 2          | 1          | 15     | 6      | 303   | 139   |

1. ↑  Матч в Трофее Футбольной лиги.
2. 1 2 3  Матчи в Трофее ФА.
3. ↑  Матчи в плей-офф Премьер-дивизиона Конференции.
4. ↑  Матчи в плей-офф Чемпионшипа.